# 邹捷中
邹捷中（1947年10月15日—2016年11月7日），男，湖南新化人，中国数学家。专攻于概率论及其应用。

## 生平
1947年出生于湖南新化县，1979年成为数学教师，1982年硕士毕业于长沙铁道学院（现中南大学），师从中国数学家侯振挺。之后留校任教。1987年博士毕业，2001年担任中国数学会第八届、九届理事会理事，2003年担任中南大学数学科学与计算技术学院首任院长。
2016年11月7日在湖南长沙逝世，享年69岁。

## 荣誉
1987年获得洛勒·戴维逊奖。